# Laguna San Jorge
Laguna San Jorge är en sjö i Bolivia.   Den ligger i departementet Beni, i den centrala delen av landet, 400 km norr om huvudstaden Sucre. Laguna San Jorge ligger 185 meter över havet. Arean är 69 kvadratkilometer. Den sträcker sig 11,2 kilometer i nord-sydlig riktning, och 13,0 kilometer i öst-västlig riktning.
I omgivningarna runt Laguna San Jorge växer i huvudsak städsegrön lövskog. Runt Laguna San Jorge är det mycket glesbefolkat, med 2 invånare per kvadratkilometer.